# Кастель-Манардо
Кастель-Манардо (итал. Monte Castel Manardo) — гора в Италии, в центральных Апеннинах. Высота — 1917 м над уровнем моря. Часть горного хребта Монти-Сибиллини в области Марке. Южный склон входит в состав муниципальных территорий Амандола и Монтефортино, а северный склон — в состав Сарнано и Болоньола. Гора частично входит  в Национальный парк Монти-Сибиллини, за исключением всей части, входящей в муниципальную территорию Сарнано, которая также включает вершину.

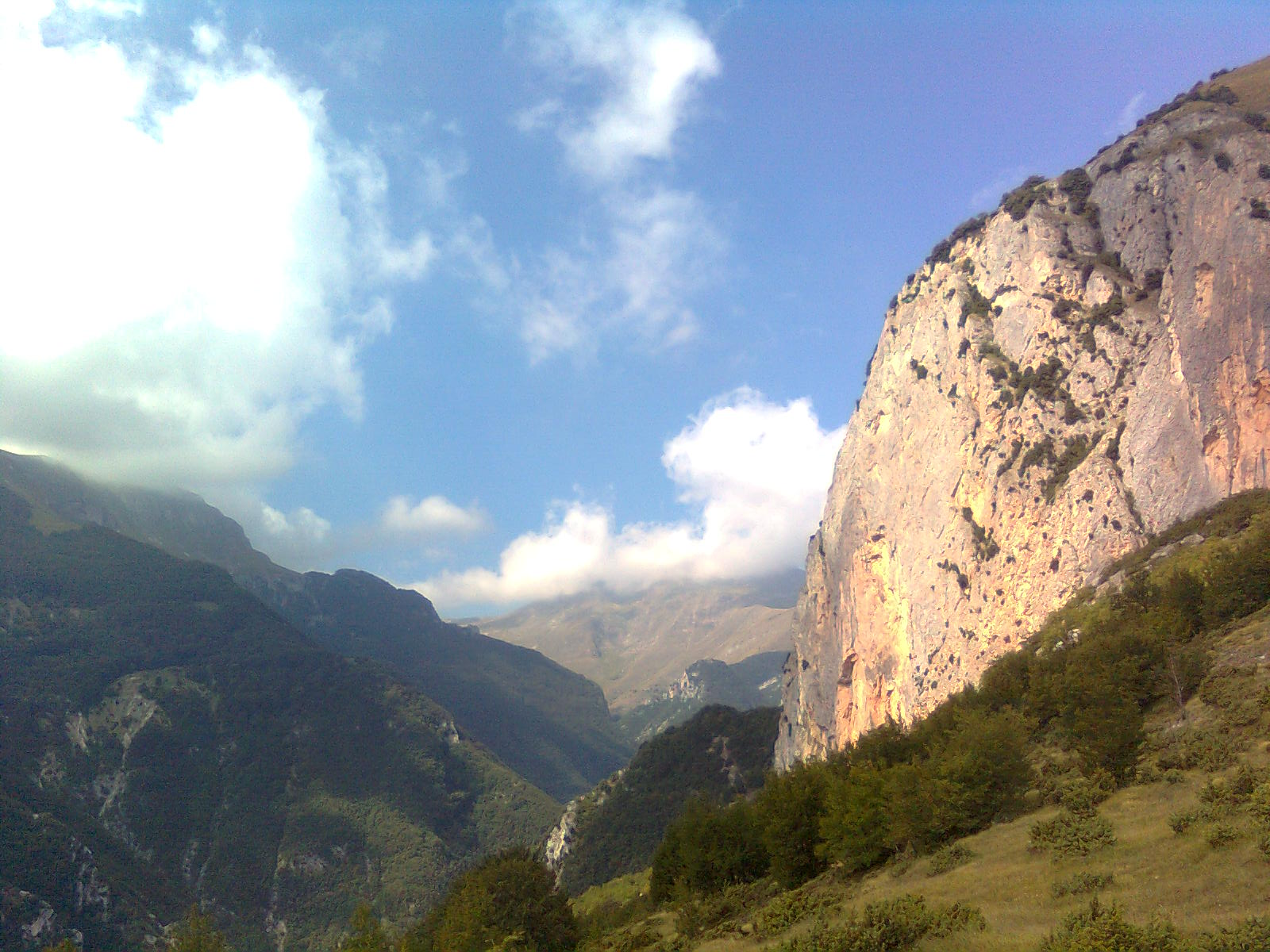
Скала Бальцо-Россо в устье долины Амбро

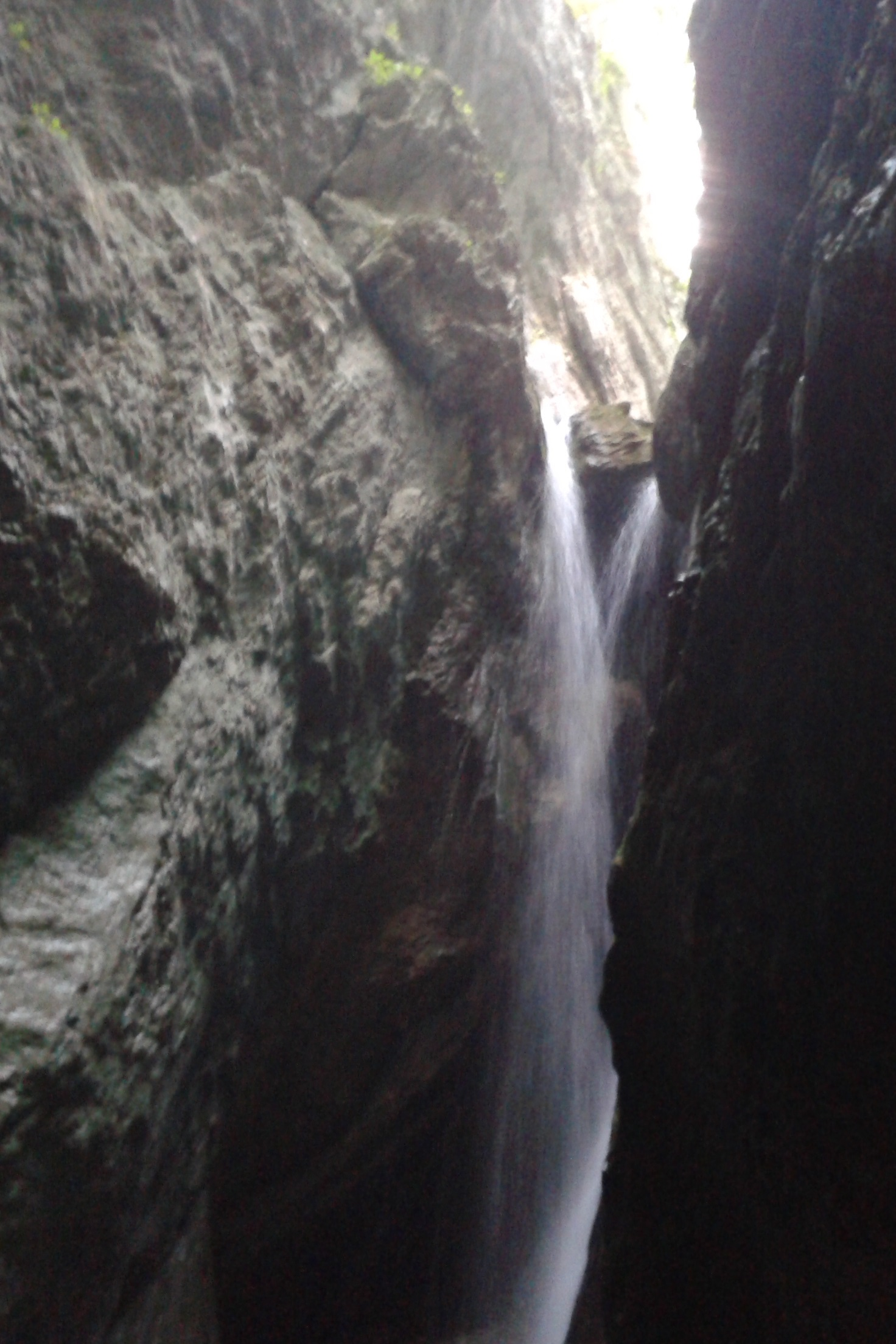
Небольшой водопад в ущелье Валле-дей-Тре-Салти

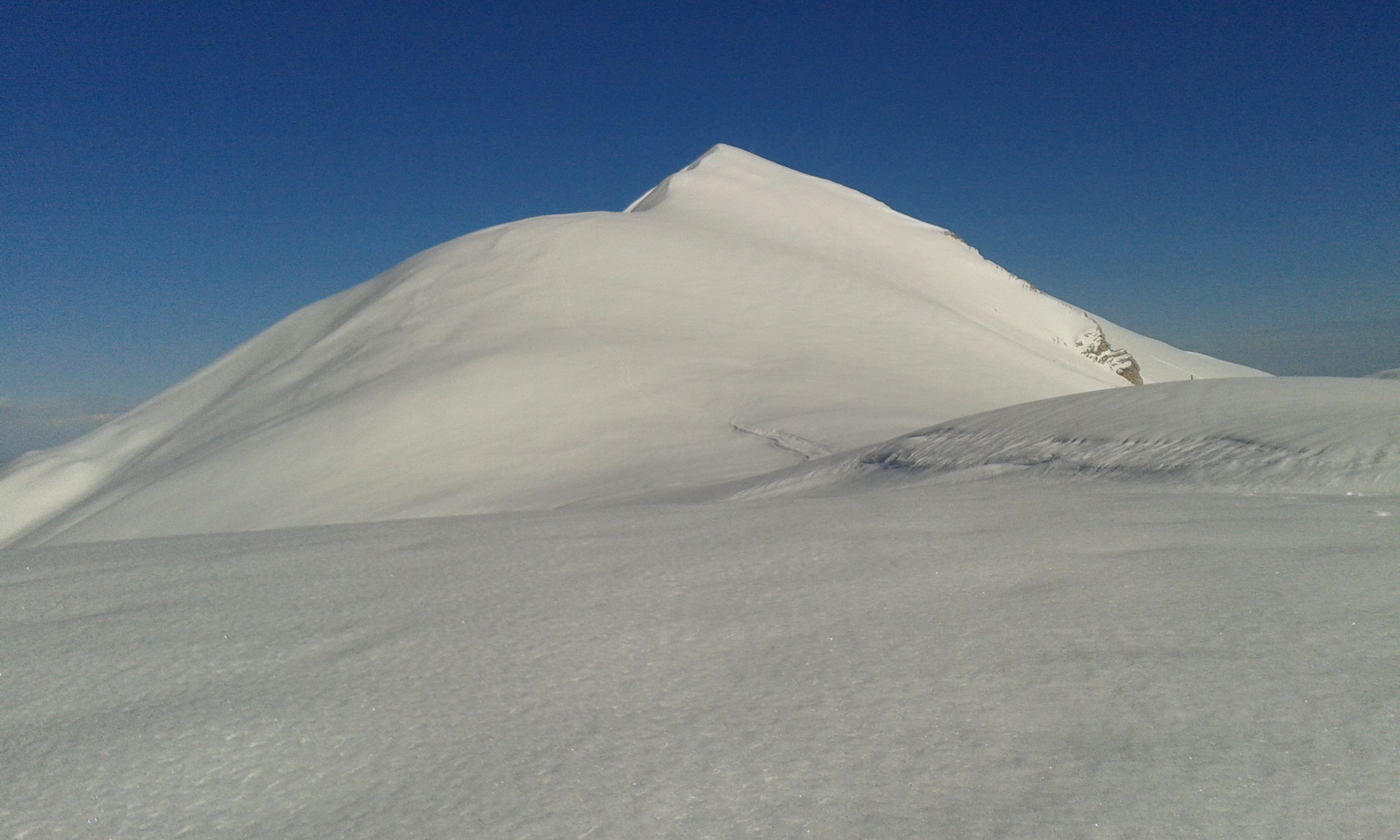
Заснеженная вершина Кастель-Манардо, вид с западного хребта

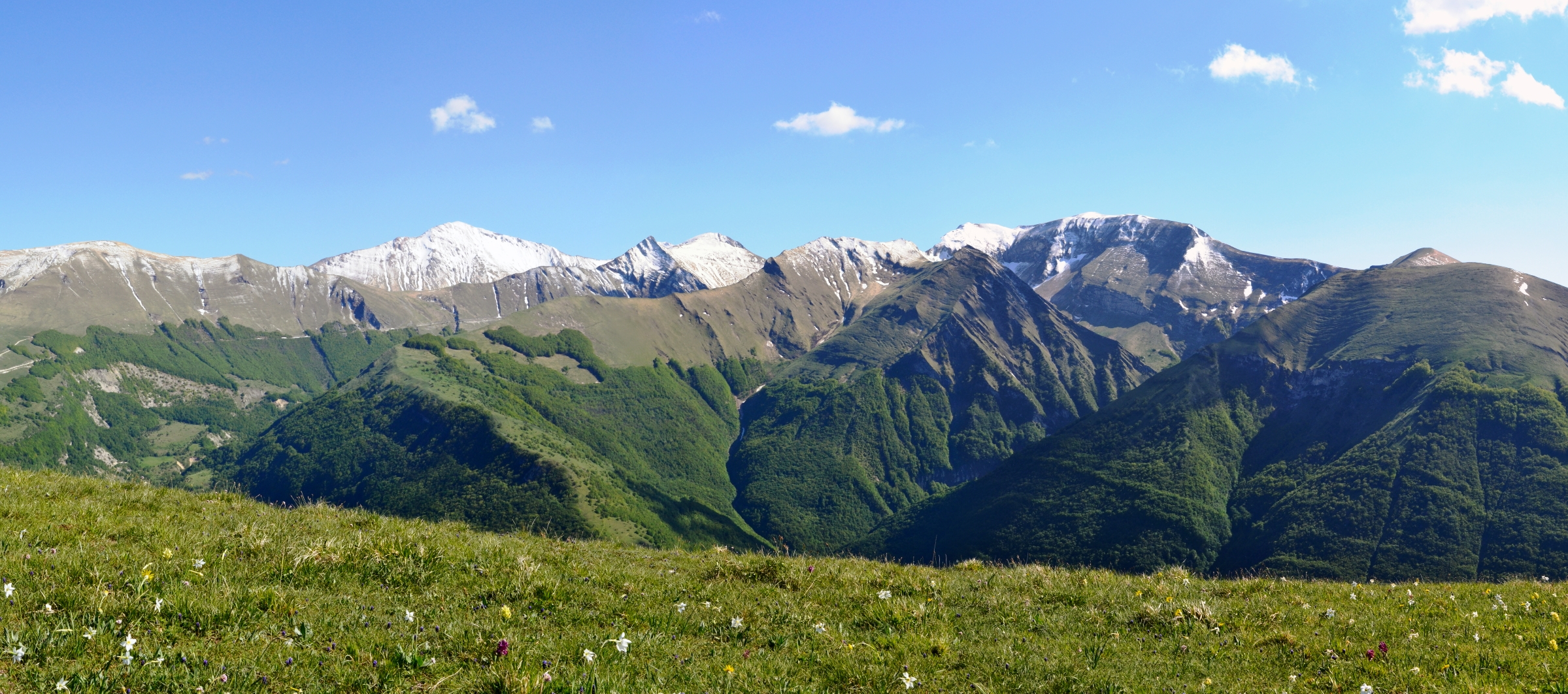
Верхняя часть долины Фьястроне

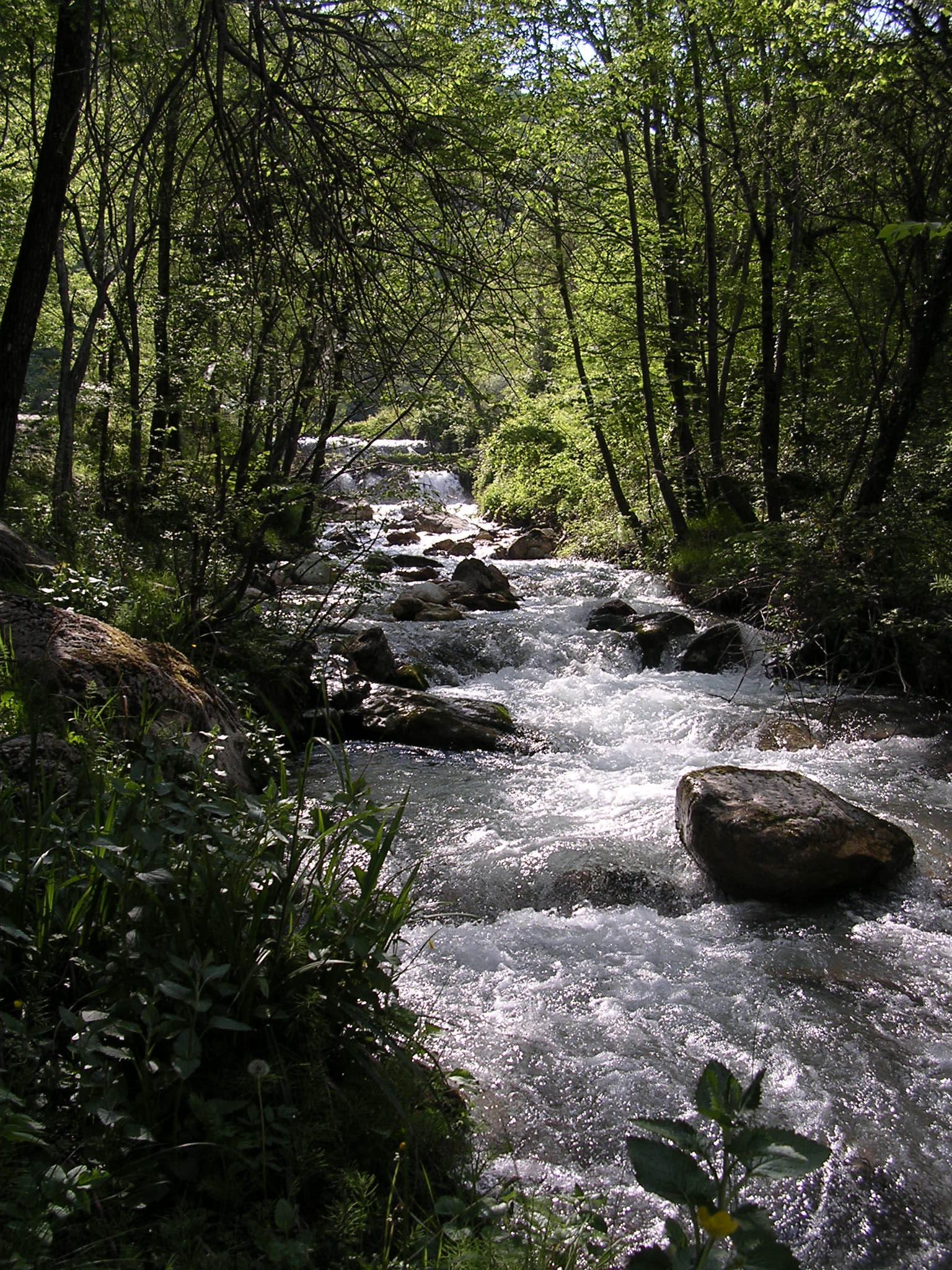
Ручей Амбро

## Происхождение названия
Название горы происходит от древнего замка, резиденции графа Майнардо ди Сиффредо, которому в 977 году епископ Фермо Гайдульфо пожаловал в эмфитевзисе горные земли, тогда принадлежавшие епархии. Исторические источники указывают на расположение замка около Монте-Берро (топоним, в настоящее время присвоенный части горы выше Пинтура-ди-Болоньола), вдоль долины Амбро, между Песколлой и Сельва-дель-Орсо, топонимы, которые нелегко идентифицировать современным учёным.